# 최효비
최효비는 대한민국의 텔레비전 드라마 작가이다. 

## 드라마
- 2016년 KBS2 4부작 월화 미니시리즈 《베이비시터》 ... 집필
- 2023년 NETFILX 오리지널 드라마 《너의 시간 속으로》 ... 집필
- 2024년 tvN 주말 미니시리즈 《정년이》 ... 집필